# Mon-Khmer
Mon-Khmer, etnolingvistička porodica rasprostranjena kroz velika područja jugoistočne Azije. Zajedno s porodicom Munda čini veliku austroazijsku jezičnu porodicu. Porodica Mon-Khmer raspršerna je u nekoliko grana u državama Kina, Vijetnam, Kambodža, Laos, Tajland, Burma, Malezija i Indija, i obuhvaća 147 jezika. Glavne grane su:
- A) Orang Asli, aslianski narodi s Malajskog poluotoka koji se grubo mogu podijeliti na Orang Malayu, Senoi i Negrite, nadalje podijeljeni na niz manjih plemena: Batek, Besisi, Chewong, Jah Hut, Jehai, Kintaq, Lanoh, Mendriq (Minriq), Mintil, Sabüm, Semai, Semang (Kensiu), Semelai, Semaq Beri, Semnam, Temiar, Temoq i Tonga ili Mos Negriti.

- Istočni Mon-Khmeri, sastoje se od Bahnar, oko 40 naroda i jezika u Vijetnamu, Kambodži i Laosu: Alak, Bahnar, Chrau, Cua, Halang Doan, Hre, Jeh, Jeng, Kaco ili Kachok, Kayong, Koho, Kraol, Kravet, Krung, Lamam, Lave, Laven, Maa, Mnong, Monom, Nyaheun, Oy, Rengao, Romam, Salang (govore halang), Sapuan, Sedang, Sok, Sou, Stieng, Takua, Talieng, Tampuan, Thae (govore the), Todrah, Trieng; Khmer; Katu narodi (katuička grupa): Bru, Ir, Kasseng, Katang (Kataang), Katu, Khlor, Khua, Kuy (Suoi, Kuoy), Ngae, Nyeu, Ong, Pacoh, Phuong, Sô, Ta'oih, Tareng; Pear u kambodži, od Chong, Pear, Sa'och, Samre, Somray, Suoy.

- Mon, od Nyahkur i Mon.

- Nikobarci, Nikobari. Govore više jezika i dijalekata. Nikobarci: Chaura ili Tatet ili Tutet  (na otoku Chowra), Teressa ili Taihlong (otok Teressa), Pû (na otoku Car), Lâfûl (na otoku Trinkut), Téhñu (na otoku Katchall), Lo’ong (duž obale otoka Great Nicobar), Powahat (na otoku Bompoka), Nancowry (na otocima Nancowry i Camorta), Ong (na otoku Little Nicobar), Lâmongshé (Condul), Miloh (Milo), Shompen (na Great Nicobar; 223, 1981.).

- Sjeverni Mon-Khmeri, obuhvaćaju 4 skupine naroda: Khasi, od Khasi, Pnar i Jamatia (govore dijalektom war); Khmu: Bit, Kháng, Khao, Khmu, Khuen, Kniang Pong (govore phong-kniang), Lua', Mal, Mlabri, O'du, Phai, Pray, Puoc; Mang, od Mang; i Palaung (s 21 jezikom) u Burmi, Laosu, Kini i Tajlandu, sastoje se od: Blang ili Bulang, Con, Danau, Hsen-Hsum (govore mok), Hu, Kiorr, Kong Ge, Lamet, Lawa, Manmet, Palaung, Parauk, Puman ili U, Riang, Samtao, Tai Doi, Tailoi, Wa, Yinchia.

- Palyu, u Kini: od Palyu (jezik bolyu), Kinezi ih zovu Lai; Bogan ili Bengan.

- Viet-Muong, od: Chut (s tri jezika) Arem, Chut, Maleng ; Cuoi (2 jezika) Hung, Tho; Muong (3) Bo, Muong, Nguôn; Thavung (1), Aheu Luang, Vijetnamci ili Anamiti (1).

- neklasificirani: Bugan, Bit, od Kineza nazivani Buxin (govore jezikom buxinhua), Kemei (govore kemiehua) i Kuanhua koje  'Ethnologue'  jezično razlikuje od Kuan ili Khuen, svi u Kini.

## Vanjske poveznice
- Language Family Trees: Mon-Khmer